# Complexe Voirons-Wägital
Pour les articles homonymes, voir Voiron (homonymie).
Le complexe Voirons-Wägital, autrefois appelé nappe du Gurnigel, est un groupe tectonique rassemblant cinq nappes disposées d'ouest en est entre le lac Léman et le lac de Thoune. Il constitue la bordure externe du massif du Chablais (Préalpes du Chablais), des Alpes bernoises, des Alpes uranaises (Préalpes romandes). Chaque nappe constitue une accumulation de flysch correspondant à un cône turbiditique distinct formé lors de la fermeture de la Téthys alpine. Son affiliation paléogéographique fait l'objet de nombreux débats et est soit rattaché à la nappe de la Sarine (nappe supérieure des Préalpes) dans le domaine sud-piemontais soit affilié au domaine valaisan interne.

## Localisation
Le complexe Voirons-Wägital constitue la bordure externe septentrionale des Préalpes. Il se caractérise par des reliefs d'altitude modérée et une topographie relativement arrondie qui contraste avec les reliefs plus marquées de la nappe des Préalpes médianes et ses falaises calcaires.

### Préalpes du Chablais
Dans les Préalpes du Chablais, le complexe Voirons-Wägital est représenté par la nappe des Voirons. Elle affleure préférentiellement dans son extrémité sud-ouest où elle est représentée par les Voirons (1 480 m), la Tête de Char (1 249 m) et le mont Vouan (978 m). La limite orientale est définie par le front de chevauchement de la nappe des Préalpes médianes qui correspond approximativement à la Menoge (nord) puis au Foron (sud). Ces rivières définissent aussi la limite sud. Enfin la limite orientale correspond au flanc nord-ouest des Voirons qui reposent sur une série d'écailles tectoniques constituant la moitié inférieure du flanc nord-ouest des Voirons. Vers le nord-est, la nappe des Voirons est recouverte par les séries glaciaires quaternaires. Elle réapparait ponctuellement pour former notamment les collines d'Allinges. L'extrémité orientale de la nappe des Voirons est représentée par la carrière du Fenalet situé le long de la route cantonale 21 quelques kilomètres avant Saint-Gingolph.

## Flysch des Voirons

### Histoire
Horace-Bénédict de Saussure mentionne pour la première fois les grès constituant les Voirons lors de son périple dans les Alpes. Ils sont rapidement associés à ceux observés dans la région de Gurnigel par Studer, au faciès dit Macigno Alpin, précurseur du flysch. La découverte de nummulites dans les grès constituant la crête des Voirons pousse ensuite Alphonse Favre a distinguer deux unités parmi les grès : le flysch inférieur s'étend sur le flanc NW des Voirons et est daté du Mésozoïque, tandis que le flysch supérieur constitue la crête des Voirons et correspond au Cénozoique grâce aux nummulithes. La géologie de ce flysch est entièrement revu par Favre qui distingue par ailleurs une unité conglomératique surmontant les grès des Voirons. Cependant Eugène Renevier remet en cause la découvert de nummulites par Alphonse Favre et inclut le grès des Voirons dans la molasse. Finalement Henri Douxami, approuve l'interprétation de flysch par Alphonse Favre.

Au début du XXe siècle, le grès des Voirons est inclus dans la Zone Externe des Préalpes. Charles Sarazin relie la composition des galets incorporés dans les conglomérats à des unités exposés dans le domaine Sud Alpin. Hans Schardt considère chaque flysch (Voirons, Gurnigel) comme des corps isolés puis Maurice Lugeon et Hans Schardt considère que les Voirons-Gurnigel sont associés à la nappe du Niesen. Plus tard, Léon Moret restreint cette association au conglomérat du Vouan tandis que le reste du flysch est affilié au flysch. Jean Pilloud corrobore à son tour le flysch des Voirons avec celui de la région des Fayaux (Montreux) précédemment décrit par Élie Gagnebin. Augustin Lombard fournit la première monographie sur le flysch des Voirons. Il décrit deux unités : le grès des Voirons et le conglomérat du Vouan surmontant un train de lame tectonique. Augustin Lombard puis Ersen Cogulu confirme le lien avec le flysch du Gurnigel et réattribue l'ensemble du flysch des Voirons au domaine ultrahelvétique. les dépôts sont décrits comme des faciès peu profonds et littoraux mais la découverte des courants turbiditiques dans les années 1950 conduit à réinterpréter le flysch des Voirons comme des dépôts turbiditiques. Le caractère profond des dépôts est par ailleurs confirmé par les figures de bioturbation et la présence de faune à Rhabdammina.

Durant les années 1970 à 1980, plusieurs études biostratigraphiques basés sur les nannofossiles calcaires sont effectuées. Ils fournissent la première description biostratigraphique du flysch des Voirons, incluant l'identification de l'unité des Marnes de Boëge au sommet de la succession. Parallèlement, la nappe du Gurnigel est séparé du reste de l'Ultrahelvétique par Christian Caron. Cette nappe inclut le flysch des Voirons, du Gurnigel et du Schlieren. Elle est alors associée au flysch de la Sarine, appartenant aux Préalpes supérieures et associé au domaine piémontais.

Cependant plusieurs études récentes sur la biostratigraphie des foraminifères planctoniques, la tectonique et la pétrographie sédimentaire poussent à remettre en cause son affiliation, corroborant ainsi l'hypothèse de Stefan Schmidt et la conclusion de Rudolphe Trümpy attribuant une origine valaisanne.